# Miller's Cove
Miller's Cove é uma cidade  localizada no estado norte-americano de Texas, no Condado de Titus.

## Demografia
Segundo o censo norte-americano de 2000, a sua população era de 120 habitantes.
Em 2006, foi estimada uma população de 132, um aumento de 12 (10.0%).

## Geografia
De acordo com o United States Census Bureau tem uma área de
0,4 km², dos quais 0,4 km² cobertos por terra e 0,0 km² cobertos por água.

## Localidades na vizinhança
O diagrama seguinte representa as localidades num raio de 24 km ao redor de Miller's Cove.